# Spieckerheide
Spieckerheide ist ein Wohnplatz im Wuppertaler Wohnquartier Herbringhausen im Stadtbezirk Langerfeld-Beyenburg. 

## Geografie
Spieckerheide liegt an der Landesstraße 81 auf 330 m ü. NHN auf dem Höhenzug zwischen den Tälern des Herbringhauser Bachs und der Wupper. Westlich liegen die Weiler Grünental und Spieckerlinde, südlich der Weiler In der Hardt, östlich die Hofschaft Mesenholl und nördlich der Weiler Spieckern.

## Geschichte

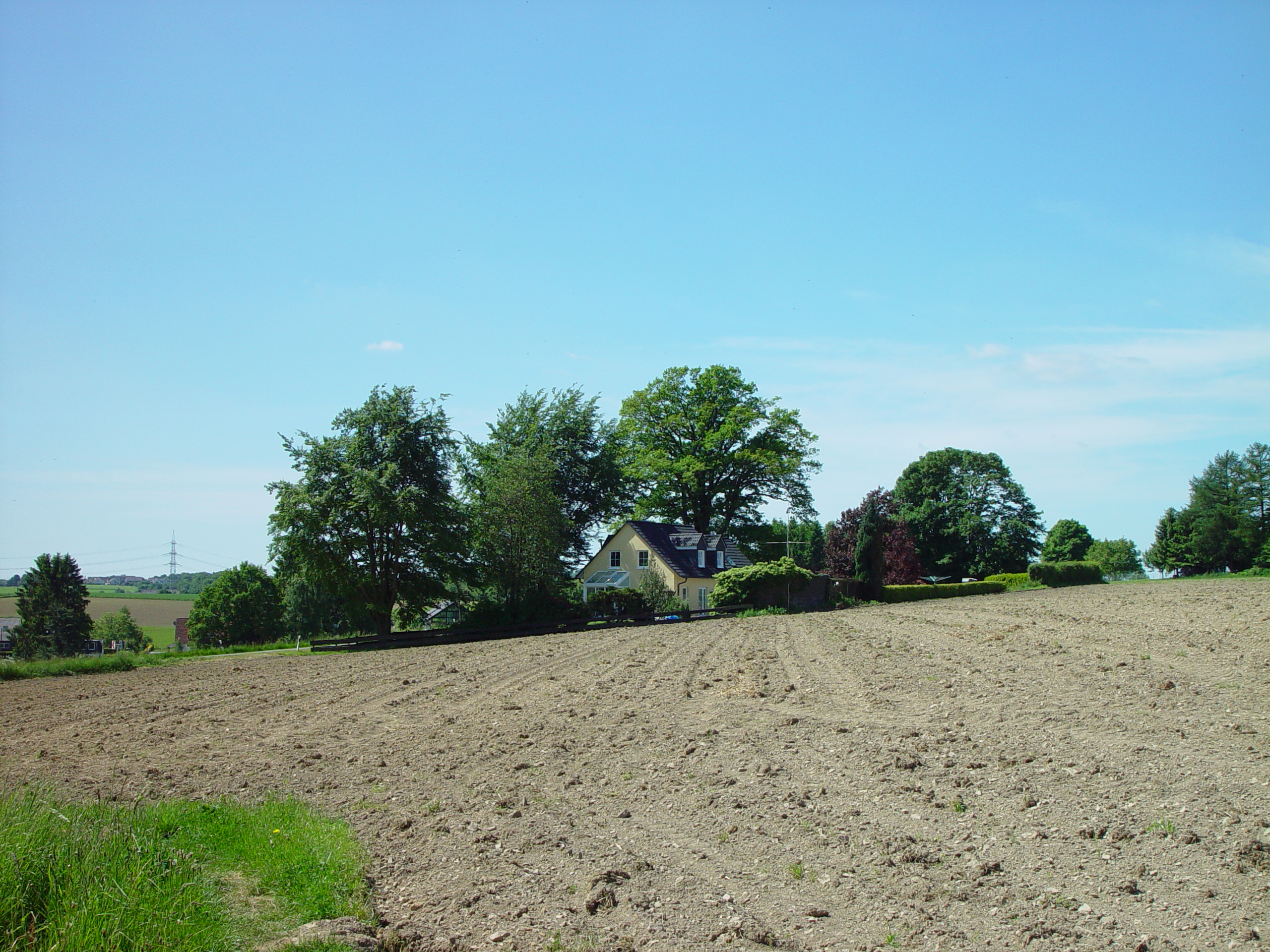
Ansicht von Spieckerheide

1815/16 lebten acht Einwohner im Ort. 1832 war Spieckerheide weiterhin Teil der Honschaft Walbrecken, die nun der Bürgermeisterei Lüttringhausen angehörte. Der laut der Statistik und Topographie des Regierungsbezirks Düsseldorf als Wirthshaus bezeichnete Ort wurde Spickerheide genannt und besaß zu dieser Zeit ein Wohnhaus. Zu dieser Zeit lebten 21 Einwohner im Ort, 14 katholischen und sieben evangelischen Glaubens. Im Gemeindelexikon für die Provinz Rheinland von 1888 werden ein Wohnhaus mit 11 Einwohnern angegeben.